# Mega Man II (Game Boy)
Mega Man II, в Японии известная под названием Rockman World 2 (яп. ロックマンワールド Роккуман Ва:рудо 2) — вторая часть серии игр Mega Man для портативной консоли Game Boy. Впервые игра была выпущена 20 декабря 1991 года в Японии.

## Геймплей
После прохождения первых четырёх боссов (Clash Man, Metal Man, Wood Man и Air Man) игроку демонстрируется небольшая заставка, в которой Мегамена можно видеть перед замком. Затем Мегамен телепортируется в замок и встречается с доктором Вайли, последний ниспровергает Мегамена вниз, где находятся четыре телепорта. Зайдя в телепорт Мегамена ждёт полноценный уровень, а в конце босс.
После уничтожения следующих четырёх боссов Мегамену придётся сразиться с Quint’ом — ещё одним боссом. После уничтожения и этого босса игроку предстоит пройти уровень, в конце которого он встретится с финальным боссом — доктором Вайли. После победы над доктором Вайли игроку демонстрируется заставка — доктор Вайли в бегах улетает из своего замка, однако Мегамен преследует его на Раше. Далее Мегамен выпускает в летательный аппарат Вайли ракету в связи с чем Вайли из космоса падает на землю, а его аппарат взрывается. Однако и на этот раз коварному доктору удаётся спастись. После финально заставки идут титры.

### Предметы
После уничтожения робота Quintа игрок получает в своё распоряжение Sakugarne, который может использоваться в качестве платформы для прыжков, а также в качестве оружия. Уничтожив Clash Manа Мегамен получает Rush Coil, позволяющий ему запрыгивать на высокие места. Rush Jet Мегамен получает после победы на Air Manом, предмет позволяет превращаться Рашу в плоскую поверхность и перемещать Мегамена по воздуху. Для того, чтобы получить Rush Marine игроку необходимо уничтожить Metal Manа. Предмет позволяет превращаться Рашу в подводную лодку и плавать не идя ко дну в любом направлении.